# 山鼻9條停留場
山鼻9條停留場（日语：／ Yamahana-kujō teiryūjō */?）是位於北海道札幌市中央區的札幌市交通局（札幌市電車）山鼻線的鐵路車站。車站位於西7丁目通及菊水旭山公園通的十字路口北面。
本來車站屬於「西創成」地區而不是「山鼻」地區。但名稱被冠上山鼻之名，估計是擁有「山鼻線之9條」的意思。這幾年來，附近居民都有改稱為「西創成9條」的聲音。
與鄰近的「東本願寺前」車站之間的道路，為現存路線中斜率最高。

## 歷史
- 1923年（大正12年）8月12日 - 中島橋通站開始營業。
- 日期不明 - 改稱為山鼻9條站。
- 1952年（昭和27年） - 改稱為中央保健所前站。
- 1993年（昭和28年）4月 - 隨著札幌市中央保健所遷移，改稱為現在的名稱。

## 車站構造
車站屬於2面2線的側式月台。南面的月台（南9条西6丁目）為往薄野方向、而北面的月台（南8条西6丁目）則是往西4丁目方向，並設置安全區域。安全區域設置地面融雪系統及有蓋月台。

## 車站周邊
- 中島公園
- 南警察署南九条派出所
- 北洋銀行東屯田分店
- 札幌東急飯店
- Novotel 札幌（舊 Hotel Arthur 札幌）
- 札幌公園酒店
- JR北海道巴士「南9条西7丁目」站

## 相鄰停留場
札幌市交通局（札幌市電）
山鼻線
中島公園通（SC19）－山鼻9條（SC20）－東本願寺前（SC21）

## 外部連結
- 札幌市交通局（日文）